# Galunlati Chasmata
I Galunlati Chasmata sono una struttura geologica della superficie di Rea.